# Tram a Londra

La rete precedente al 1952

Si possono distinguere due distinte generazioni di tram a Londra, dal 1860 al 1952 e dal 2000 ad oggi. Tra il 1952 e il 2000 a Londra non ci sono stati tram.

## Tram a cavalli

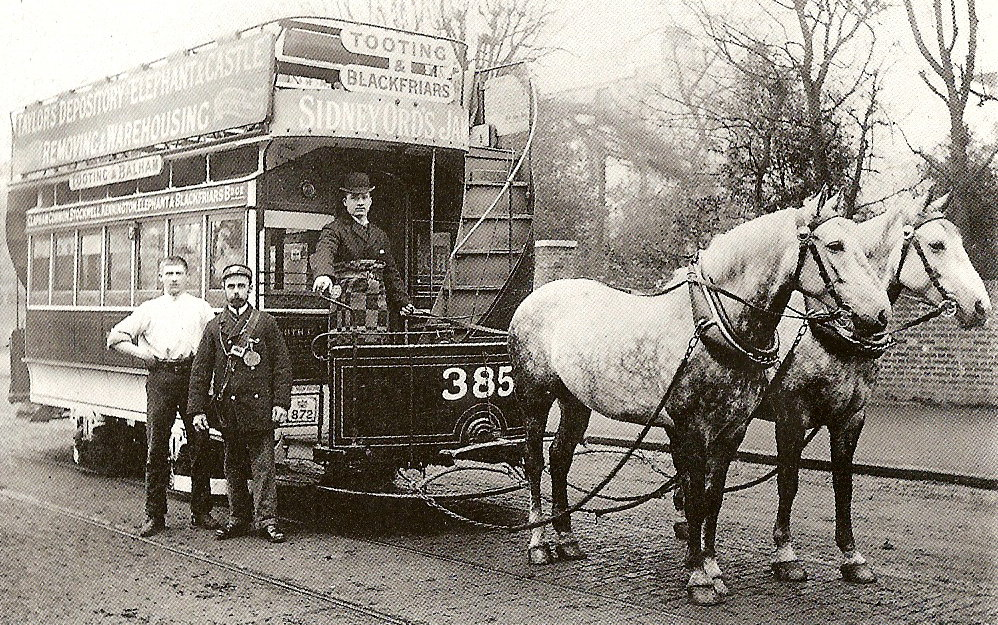
Un tram a cavalli della London Tramways, 1890 circa

La prima generazione di tram a Londra nacque nel marzo 1861 quando un tram a cavalli iniziò a funzionare tra Marble Arch e Notting Hill Gate. Questo fu seguito, un mese dopo, da un percorso lungo Victoria Street, a Westminster . Queste prime linee erano gestite dall'imprenditore americano George Francis Train. Inizialmente i tram furono osteggiati a causa delle rotaie molto sporgenti e ingombranti che erano di ostacolo per gli altri mezzi di trasporto. Alla fine il Parlamento approvò una legislazione che autorizzava il servizio tram, a condizione che i binari fossero incassati nella carreggiata e che le corsie potessero venir condivise con gli altri utenti della strada. I costi di manutenzione della tramvia e della carreggiata stradale vicina sarebbero stati sostenuti dalle società che gestivano i tram. Le tariffe iniziali erano fissate a 1 penny al miglio. Dopo che fu costruita una linea dimostrativa al Crystal Palace, le prime linee, autorizzate da un Act of Parliament nel 1870, andavano:
- da Blackheath a Vauxhall via Peckham e Camberwell
- da Brixton a Kennington
- da Whitechapel a Bow
- da Kensington a Oxford Street

Le società tranviarie adottarono tutte lo stesso scartamento standard per i binari, con l'intenzione di poter collegare i servizi in tempi successivi. Presto furono aperte linee di tram a cavalli in tutta Londra, in genere con due cavalli per le carrozze da 60 persone. Si rivelarono popolari perché erano più economici, più agevoli, più spaziosi e più sicuri delle carrozze rivali Omnibus o Hackney. La sostituzione con veicoli elettrici iniziò nel 1901; gli ultimi tram trainati da cavalli furono ritirati nel 1915.

## Tram a motore
Ci furono diversi tentativi di far funzionare tram a motore sulle linee tranviarie di Londra: John Grantham sperimentò per la prima volta un tram sperimentale a vapore nel 1873, ma senza successo. Sebbene diverse città avessero già adottato i tram a vapore, i problemi associati al peso dei binari, all'accelerazione, al rumore e alla potenza frenarono la loro accettazione generale a Londra.
Tra il 1881 e il 1883, anche un piccolo numero di tram alimentati ad aria compressa venne sperimentato sulla linea di Caledonian Road.
Nel 1884 fu introdotta una linea via cavo per Highgate Hill, la prima di questo genere in Europa, seguita da una seconda linea fino a Streatham. Entrambi questi sistemi furono sostituiti nel giro di 15 anni dai tram elettrici.
Il tram elettrico impiegò alcuni decenni per affermarsi a Londra. Dopo l'invenzione della batteria ricaricabile, nel 1883 fu testato un tram elettrico sulla linea tra Acton e Kew ma fu solo nel 1901 che la Croydon Corporation introdusse i primi servizi di tram elettrici pienamente operativi nell'area della Greater London, utilizzando l'energia fornita da cavi sospesi. Nel frattempo, la Imperial Tramways, sotto la direzione di James Clifton Robinson, aveva acquisito la logora rete tranviaria nella zona ovest di Londra che venne rinnovata ed estesa da Shepherds Bush ad Acton, Ealing, Chiswick e Uxbridge, con l'utilizzo dei cavi sospesi e una propria rete di centrali elettriche, a cominciare da Chiswick.

## Primi tram elettrici

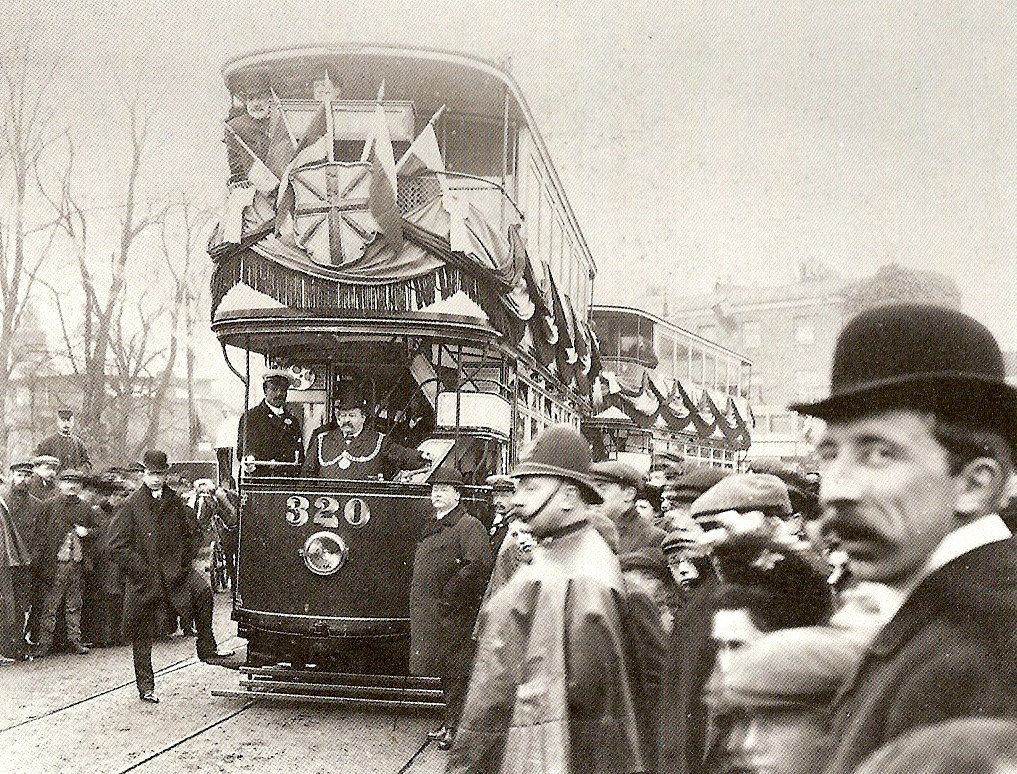
Il primo tram elettrico sul Kingston Bridge, 1906

Dopo un inizio lento, i tram elettrici divennero rapidamente molto popolari; nel 1903 c'erano 300 tram elettrici a Londra, che trasportarono 800.000 passeggeri durante il fine settimana di Pentecoste del 1903. La prima linea elettrica della London County Council Tramways fu aperta nel maggio 1903 tra Westminster Bridge e Tooting e la LCC, al suo terzo anno di attività, vendette 3,3 milioni di biglietti cioè il quintuplo di quelli venduti per il servizio di tram a cavalli. La LCC considerava i tram elettrici un modo per promuovere il cambiamento sociale, poiché la loro economicità e velocità potevano incoraggiare i lavoratori ad abbandonare i sovraffollati centri urbani e a vivere una vita più sana nelle periferie. Ben presto altri quartieri londinesi introdussero i propri servizi di tram elettrici, tra cui West Ham, Leyton, Dartford e Bexley. Benché la Città di Londra e il West End non donarono autorizzazione per le linee di tram d'essere edificate, i tram furono permessi d'utilizzare il Victoria Embankment e di traversare il ponte di Westminster ed il ponte dei Frati Neri; il 14 settembre 1909, il Lord sindaco di Londra, George Wyatt Truscott, aperse il più largo ponte dei Frati Neri e condusse il primo tram sullo.
Nel 1914, i diversi operatori di Londra formavano nel complesso la più grande rete tranviaria d'Europa  ma l'inizio della Grande Guerra vide un arresto nell'espansione del servizio e migliaia di conducenti dovettero arruolarsi nelle forze armate per essere sostituiti da conducenti donne, note come "conductorettes". 
Durante il loro periodo di massimo splendore, i servizi tranviari coprivano gran parte del centro di Londra e raggiungevano i sobborghi. 
Dopo la Grande Guerra, divenne più difficle trovare i soldi per gli investimenti e la manutenzione mentre i passeggeri passavano sempre più agli autobus. Negli anni '30, la London United e la Metropolitan Electric acquistarono una grande flotta di moderni tram Feltham a due piani, costruiti dalla Union Construction Company. La LUT accompagnò questo cambiamento introducendo nel 1931 i filobus elettrici che utilizzavano doppi cavi aerei.

## Abbandono
A quel tempo, i tram cominciavano a essere considerati obsoleti e poco flessibili e la progressiva sostituzione con gli autobus diesel o filobus iniziò intorno al 1935, quando gran parte dei tram, dei binari e delle attrezzature ausiliarie erano prossimi alla fine della loro vita utile. La sostituzione continuò fino a quando la Seconda Guerra Mondiale costrinse a interrompere il programma di conversione nel giugno 1940, lasciando in funzione solo i tram del sud di Londra e le linee che attraversavano la metropolitana di Kingsway fino al nord di Londra. Dopo la guerra, la carenza di acciaio e di macchinari elettrici fu citata come causa per il mancato investimento nella manutenzione, mentre la LCC riferì che il servizio funzionava in perdita. Il 15 novembre 1946 il London Passenger Transport Board annunciò che i tram rimanenti a Londra sarebbero stati sostituiti da autobus diesel, dichiarati "estremamente flessibili e molto più economici" (secondo il "Manuale delle tramvie dei trasporti di Londra", Willoughby e Oakley 1972). Il mercato dei tram si ridusse e altre linee tranviarie furono costrette a chiudere in quel periodo, anche perché la nazionalizzazione dei fornitori di elettricità del 1948 impedì l'accesso all'elettricità a basso costo per quelle imprese che possedevano la loro compagnia elettrica locale.
Alexander Valentine, uno dei cinque membri a tempo pieno del London Transport Executive, vedeva i tram come una delle principali cause di ingorghi, che sarebbero stati ridotti dall'introduzione degli autobus, con il vantaggio estetico di eliminare i cavi aerei. Una relazione pubblicata su The Economist nel 1952 suggerì un elenco più completo di ragioni per la loro scomparsa, tra cui:
- il Tramways Act del 1870, che imponeva un grosso onere finanziario all'operatore per la manutenzione delle strade nonostante il tram non fosse l'unico responsabile di tutta l'usura[11];
- il fatto che Londra avesse strade troppo strette, a differenza delle città europee;
- che i complessi residenziali di Londra erano troppo lontani dalle linee del tram;
- i pregiudizi degli amministratori pubblici contro i tram (il barone Ashfield, il presidente del London Passenger Transport Board, era un opponente costante di tram[8]).

Anche il costo per la sostituzione e l'aggiornamento delle infrastrutture usurate e dei tram era considerato proibitivo se confrontato con il costo di 9 milioni di sterline necessari per l'acquisto di autobus con una capacità di carico solo leggermente inferiore.
La cosiddetta "Operazione Tramaway", la sostituzione del servizio tramviario con autobus diesel, fu annunciata nel luglio 1950 da Lord Latham del London Transport Executive. Il pensionamento iniziò nell'ottobre 1950 e gli ultimi tram di prima generazione di Londra circolarono nelle prime ore del 6 luglio 1952 ricevendo un'accoglienza entusiasmante al New Cross Depot. 
Dopo la dismissione dei tram non si osservò alcun miglioramento generale nel flusso del traffico. 

## Tram attuali
L'attuale generazione di tram ha avuto origine con l'apertura di Tramlink nel 2000.
Tramlink utilizza moderni tram della Bombardier a pianale ribassato chiamati CR4000.  
Da quando è stato inaugurato il servizio l'11 maggio 2000, i 38 Km di binari sono stati gestiti dalla FirstGroup per conto di Transport for London su tre percorsi nel sud di Londra.

## Futuro
Sono stati discussi o pianificati nuovi sistemi tranviari ed estensioni delle linee tranviarie esistenti:
- Estensioni che collegano il percorso Croydon-Beckenham da Harrington Road su Anerley Hill fino a Crystal Palace. Progetti precedenti avevano preso in considerazione l'estensione a Purley, Streatham e Tooting. [14] Anche l'estensione di Beckenham a Lewisham era stata precedentemente discussa.
- Tram di West London da Shepherd's Bush a Uxbridge. Questo progetto è stato sospeso dopo l'approvazione di Crossrail [15]